# 弗拉特羅克 (肯塔基州)
弗拉特羅克（英語：Flat Rock）是位於美國肯塔基州考德威爾縣的一個非建制地區。

## 地理
弗拉特羅克所處的海拔為高於海平面156米（即512英呎），而該地所採用的時區為UTC-6，即北美中部時區（CST）。同時該地設有夏令時間，為UTC-6調快一小時，即UTC-5（CDT）。